# Carolyn Mahoney
Carolyn Ray Boone Mahoney (Memphis, 1946) é uma matemática estadunidense, que foi reitora da Universidade Lincoln, Missouri. Suas áreas de pesquisa incluem combinatória, teoria dos grafos e matroides.

## Infância e formação
Carolyn Mahoney nasceu em Memphis, Tennessee, em 1946, sendo a sexta de treze filhos, filha de Stephen e Myrtle Boone. Quando adolescente, os pais de Mahoney se separaram devido ao hábito de beber e jogar de seu pai, e a família foi forçada a se mudar para um bairro de classe baixa.
Mahoney frequentou o Mount St. Scholastica College, uma faculdade católica só para mulheres no Kansas por três anos antes de obter um diploma em matemática no Siena College em Memphis, Tennessee, em 1970. Obteve um mestrado em matemática em 1972 e um doutorado em 1983, ambos pela Universidade Estadual de Ohio. Seu doutorado envolveu teoria matróide e combinatória enumerativa, sendo orientada por Thomas Allan Dowling. Foi a 25ª mulher negra a conquistar um doutorado em matemática nos Estados Unidos.